# اروین مولدر
اروین مولدر (انگلیسی: Erwin Mulder؛ زادهٔ ۳ مارس ۱۹۸۹) بازیکن فوتبال اهل پادشاهی هلند است.
از باشگاه‌هایی که در آن بازی کرده‌است می‌توان به باشگاه فوتبال اکسلسیور، باشگاه فوتبال فاینورد، و باشگاه فوتبال هیرنفین اشاره کرد.
وی همچنین در تیم‌های ملی فوتبال زیر ۱۹ سال هلند، زیر ۱۹ سال هلند، و هلند بازی کرده‌است.